# Lunca (Botoșani)
Lunca è un comune della Romania di 4 773 abitanti, ubicato nel distretto di Botoșani, nella regione storica della Moldavia.
Il comune è formato dall'unione di 3 villaggi: Lunca, Stroiești, Zlătunoaia.